# 日琉語族
日琉語族（にちりゅうごぞく、英語: Japonic languages, Japanese-Ryukyuan languages）または日琉諸語（にちりゅうしょご）、日本語族（にほんごぞく）とは、日本列島で話される語族である。日本本土で話される日本語と、奄美群島から先島諸島にかけて（南西諸島、琉球諸島）話される琉球諸語が主に属する。奈良時代ごろには東国で上代東国語が話されていた。
アイヌ語・ウィルタ語・ニヴフ語も日本列島北部で話されている（話されていた）言語であり、特にアイヌ語は日琉語族といくつかの語彙を借用しあっていると考えられるが、日琉語族とは系統が異なる。

## 概要
日本と琉球の関係性は日琉同祖論などと呼ばれ、指摘するものは以前からいたが、近代的な比較言語学に基づく厳密な研究は服部四郎に始まり、現在までに多くの研究者が日本語と琉球諸語の間の複数の規則的な対応関係を示している。
一方、琉球諸島の言語を日本語の一方言として扱う見方が存在する（琉球諸語#言語か方言かを参照）。この場合、琉球「方言」を含む「日本語」は孤立した言語ということになる。
しかし、日本には沖永良部方言と宮古語池間方言のような相互理解可能性のない言語が見られる上、伝統的な言語変種が最低でも数百存在し、日本語が系統的に孤立しているとは言えない。このように、近年になって、琉球列島の言語が単なる方言ではなく、個別の言語であると認識されるようになった。

## 分類
日琉祖語はまず日本本土と琉球諸島の2つの語派に分かれたと考えられるが、八丈語の歴史的位置は不明である。

### ペラールによる系統分岐

ペラールによる系統分岐

トマ・ペラールは、諸言語の共通の改新に基づく系統分類を行った。これは表面的な類似に基づく分類とは性質が異なる。UNESCOのいう「国頭語」なる系統は存在せず、北琉球語群は二つに分類できるとされる。
ペラール (2015, 2021) による系統分岐
日琉語族
- 日本語
- 八丈語?
- 琉球
  - 北琉球
    - 奄美語
    - 沖縄語

  - 南琉球
    - 宮古語
    - 広域八重山
      - 八重山語
      - 与那国語

### 五十嵐による系統分岐

五十嵐(2021)による系統分岐

五十嵐(2018)による系統分岐

五十嵐陽介は共通改新に基づく系統分類を行い、琉球諸語は南部九州の言語と同系統、八丈語は糸魚川・浜名湖線以東の言語と同系統であり、「本土日本語派」ないし「日本語派」という分類群は成立しない、とした。ペラールはこの「南日本語派」仮説について「その可能性は十分あり, 厳密な検討が必要である」と評した上で、根拠が十分でなく、そのいくつかは琉球祖語が九州において基層言語であったとすれば説明できるとした。
五十嵐 (2021) による系統分岐
日琉語族
- 拡大東日本語派
  - 愛知県、岐阜県の言語
  - 中核東日本語群（糸魚川・浜名湖線以東）
    - 新潟県上中越、長野県、山梨県、静岡県、関東地方西部、伊豆諸島の言語
    - 拡大東北語群
      - 茨城県、栃木県の言語
      - 中核東北語群（新潟県下越、東北地方）

- その他（中国・四国・近畿・北陸）
- 南日本語派
  - 北部九州語（福岡県筑前・豊前、大分県）
  - 東西南部九州・琉球語群
    - 東部九州語（宮崎県大部分）
    - 西南部九州・琉球語群
      - 西部九州語（福岡県筑後、長崎県、佐賀県、熊本県）
      - 南部九州・琉球語群
        - 南部九州語
        - 琉球語群
          - 北琉球語群
          - 南琉球語群

### Boerによる系統分岐
de Boerによる系統分類はアクセントを重視したものだが、アクセントは基本的に規則的な変化を示すもので、系統関係を推定する根拠としては適さないとする指摘がある。
Boer (2020) による系統分岐
日琉語族
- 上代東国語
  - 伊豆諸島
    - 八丈、伊豆諸島南部
    - 伊豆諸島北部

  - 関東・越後
    - 関東
      - 関東
      - 房総半島

    - 越後

  - 長野・山梨・静岡
    - 長野・山梨・静岡東部
    - 静岡西部

- 上代中央語
  - 石川・富山
    - 石川
    - 富山

  - 岐阜・愛知
  - 近畿・十津川
    - 十津川
    - 近畿

  - 四国
    - 南部・東部
      - 東部
      - 南部

    - 西部

  - 中国

- 出雲・東北
  - 保守的な東北・出雲
    - 下北、岩手東部
    - 出雲周辺部

  - 革新的な東北・出雲
    - 東北
      - 東北北部
      - 東北南部

    - 出雲中央部

- 九州・琉球
  - 九州北東部
  - 九州南東部
  - 九州西部南部・琉球
    - 九州西部
    - 九州南部・琉球
      - 九州南部
      - 琉球祖語

## 歴史

### 祖語
日琉祖語の母音体系には*i, *u, *e, *ə, *o, *aを再建する6母音説が有力である。上代特殊仮名遣におけるo2(オ段乙類)は*əに遡る。上代日本語と琉球祖語、上代東国方言などとの比較から、日琉祖語の*eと*oのうちの一部は、上代日本語（中央語）でそれぞれi1とuへ合流したとみられる。また上代日本語にはアマ/アメ乙（雨）、ウハ/ウヘ乙（上）のようなaとe2(エ段乙類)の母音交替が多数あり、e2の由来として*aiが再建されている。同様にi2(イ段乙類)の由来として*əi、*oi、*uiといった二重母音も再建されている。
日琉祖語の子音には、*p, *t, *k, *m, *n, *s, *r, *w, *jが再建されている。日本語の濁音は、鼻音+阻害音の子音連続に由来すると考えられている。 

### 起源・原郷

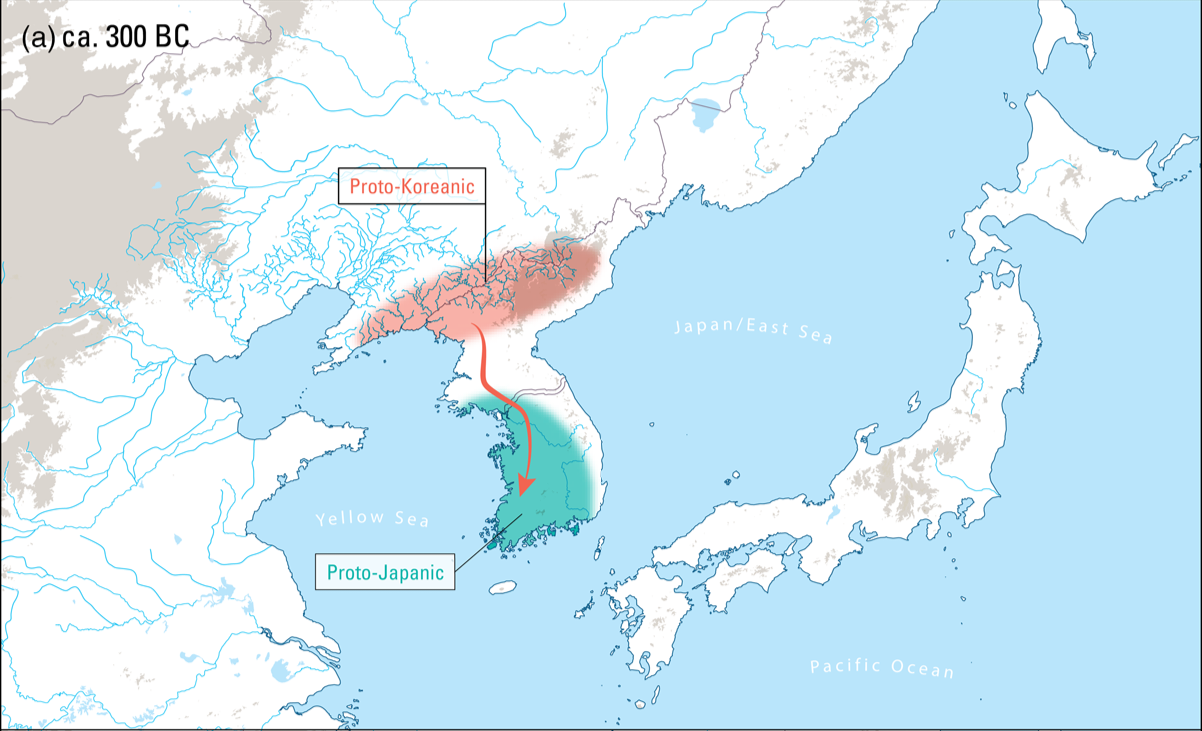
で主張される、日琉語族と朝鮮語族の話者の移動

五十嵐陽介は上記のように日琉語族の下位系統に拡大東日本語派と南日本語派を提案しており、この分岐の仕方から日琉語族の原郷 (homeland)は愛知県・岐阜県から九州北部までのどこかだったとみている。
一方、日琉語族が日本列島で話されるようになるより前の段階については、日琉語族の話者（弥生人）が紀元前700年～300年頃に朝鮮半島から日本列島に移住し、最終的に列島先住言語（縄文語）に取って代わったとする説が広く受け入れられている。
『三国史記』に記された地名などの記録から、古代には日琉語族と系統的に関連する言語が朝鮮半島でも話されていたという説が複数の学者から提唱されている。これらの説によれば、古代満洲南部から朝鮮半島北部にかけての地域で確立された朝鮮語族に属する言語集団が北方から南方へ拡大し、当時朝鮮半島中部から南部に存在していた日琉語族の集団に置き換わっていったことになる。この過程で南方へ追いやられる形となった日琉語族話者の集団が弥生人の祖であるとされる。朝鮮語族話者の拡大及び日琉語族話者の置き換えが起きた時期や、日琉語族の朝鮮半島よりさらに過去の故地については諸説ある。
ジョン・ホイットマンや宮本一夫は、山東半島から朝鮮半島南部に移住した日琉語族話者が無文土器文化の担い手となり、無文土器時代の末まで存続し、その後琵琶形銅剣の使用に代表される朝鮮半島青銅器時代に朝鮮語話者に置き換わったとしている。
一方でアレキサンダー・ボビンは、朝鮮半島の三国時代において高句麗から騎馬民族であった朝鮮語族話者が南下し、農耕民族の日琉語族話者は同化するか日本列島へ移住したが、これは数世紀にわたるプロセスだったとする。また、別の発表では、日琉語族とオーストロアジア語族またはタイ・カダイ語族の間に接触の痕跡があることから、日琉語族の故地は中国南部であり、“Altaic”ではないと主張している。
ユハ・ヤンフネンは、言語の伝播と人の移動は必ずしも一致しないと断った上で、日琉祖語はまずシナ・チベット語族の影響を受けたとし、その場所は中国から朝鮮半島へのルートを考慮すると、可能性として挙げられるのは山東半島や長江デルタではないかとした。そして朝鮮半島に移動した後で「アルタイ化」され、その後日本列島に入ったとした。そして日本列島で多少の「縄文語化」を受けたとした。上記の説とは対照的に、朝鮮語の拡大は新羅の台頭によるものとし、朝鮮半島に残った日本語（パラ日本語）話者の代表例として百済の言語を挙げた。
マーティン・ロベーツは、前6〜5千年紀以降に山東半島の大汶口文化などと交流のあった遼東半島の後窪遺跡の文化が日琉祖語ではないかとしており、この交流を通じて大汶口文化からオーストロネシア語族の影響があったのではないかとした。さらに前3300年頃に水稲稲作が朝鮮半島に伝わり、無文土器文化が成立した。朝鮮半島東南部では水稲稲作の普及が進まず、この文化が前3千年紀に九州に伝わって弥生文化が成立し、日本列島に日琉語族が広まったとした。ただしロベーツらのトランス・ユーラシア語族へはいくつかの批判がある。